# Geografia della Tunisia

Localizzazione della Tunisia.

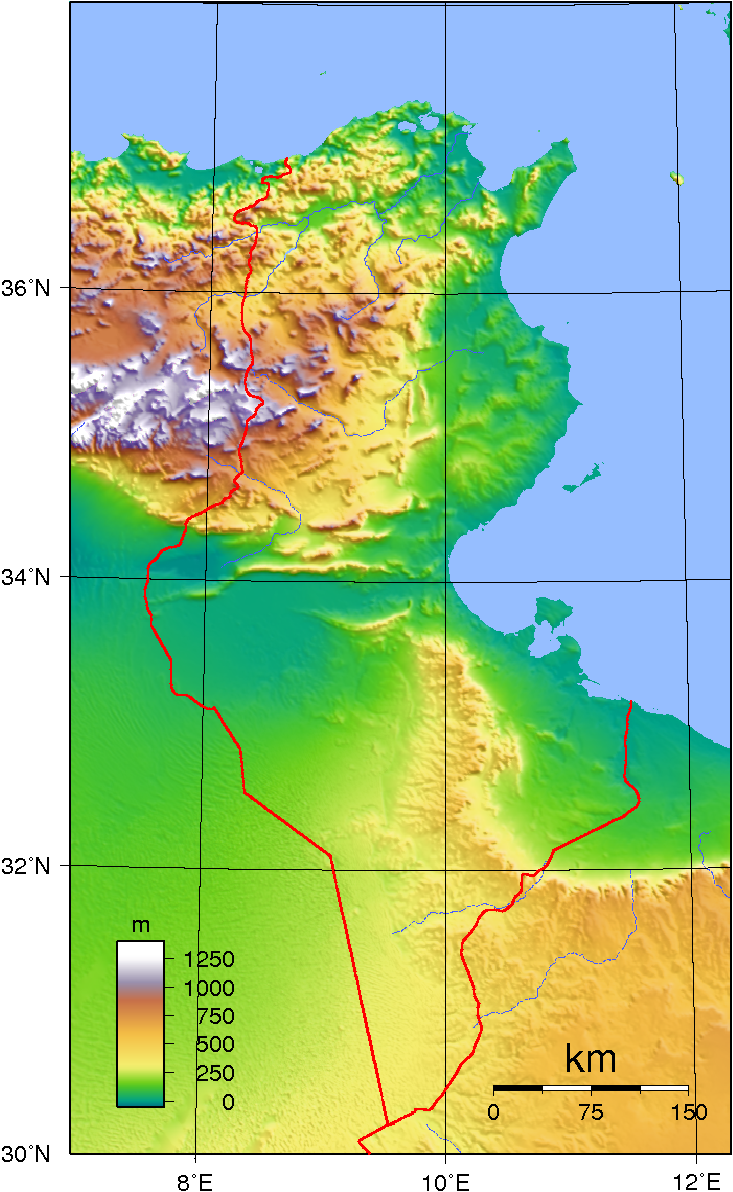
Carta geografica della Tunisia.

La Tunisia è uno stato situato nel Nordafrica.
La geografia della Tunisia è caratterizzata da contrasti regionali.
La Tunisia è il meno elevato e più pianeggiante dei paesi maghrebini.
Si tratta del paese più settentrionale del continente africano ed è anche il più vicino all'Italia.
È separata dall'Europa da 140 km nel Canale di Sicilia ed è attaccata al Maghreb del quale è lo stato più piccolo.
Il suo territorio è per 2/3 a meno di 400 m sotto il livello del mare.
La Tunisia si estende tra 31° e 37° di latitudine nord e tra 7° e 12° di longitudine est. La distanza massima lungo l'asse nord-sud è di 1.200 km, mentre la larghezza massima (asse est-ovest) è di 280 km.
Il paese si trova interamente nel fuso orario UTC+01:00

## Confini
La Tunisia confina ad ovest con l'Algeria e a sud-est con la Libia; a nord e ad est si affaccia sul mar Mediterraneo.
Il perimetro di confine è lungo 1424 km. Le coste sono lunghe 1148 km.

## Superficie
Il paese si trova al 93º posto per superficie. La sua superficie è di 163610 km², di cui 155429 km² di terra e 8181 km² di acqua.

## Morfologia
Il 40% della sua superficie è occupato dal deserto del Sahara, mentre gran parte del territorio restante è composta da terreno particolarmente fertile e circa 1.300 km di coste facilmente accessibili. Entrambi questi fattori giocarono un ruolo importante in epoca antica, prima con la fondazione della famosa città fenicia di Cartagine, e successivamente con l'istituzione della provincia romana dell'Africa, quando divenne dopo la Sicilia uno dei granai dell'Impero Romano.
Lungo la costa settentrionale del paese si trovano Cap Blanc, è il punto più settentrionale dell'Africa, e Capo Bon, una penisola che i geologi ipotizzano che migliaia di anni fa fosse collegata alla Sicilia facendo da ponte tra Africa e Europa. A 10 chilometri da Capo Bon si trova l'isola di Zembra.
Lungo la costa sud-orientale della Tunisia si trova il golfo di Gabès, il più grande del paese, che si estende per oltre 200 km tra la città di Sfax e le isole Kerkennah a nord e l'isola di Djerba a sud. L'arcipelago delle isole La Galite invece si trovano ad 80 chilometri a nord della costa settentrionale del paese.
Nella parte nord occidentale della Tunisia si elevano le vette della dorsale tunisina, che costituisce il prolungamento dell'Atlante Telliano, ovvero la parte più orientale del gruppo montuoso dell'Atlante. La dorsale tunisina arriva ai 1.544 metri del Djebel Chambi, la montagna più alta della Tunisia.

### Isole e arcipelaghi
- Djerba
- Kerkennah
- La Galite
- Zembra

## Idrografia
Il fiume Megerda, lungo 365 km, nasce in Algeria ma si snoda per ¾ del suo percorso in territorio tunisino prima di sfociare a nord di Tunisi. Nella fertile vallata della Megerda si concentrano le attività agricole del paese.
Unico bacino lacustre dolce di rilievo è il lago di Biserta, mentre nel sud desertico sono presenti i due laghi salati di Chott el-Jerid, la cui parte più occidentale è nel territorio algerino; i loro bacini sono per parte dell'anno asciutti o al più fangosi e ricoperti di sale, per cui più che laghi veri e propri il termine corretto sarebbe sabkha o deserti di sale.
Tra Tunisi e il golfo di Tunisi si trova il lago di Tunisi, che in effetti è una laguna naturale.

## Clima
Il clima si presenta mediterraneo sulle coste, con inverni miti e umidi ed estati calde e secche, mentre è di tipo semi-desertico o desertico nell'interno, con temperature estive molto elevate (fino a 45-47 °C) e precipitazioni scarse.
Il caldo estivo è comunque limitato dalle brezze marine (solo sulle coste), mentre quando il vento (ghibli) soffia dal deserto, la temperatura può diventare opprimente.